# 논산 분기점
논산 분기점(論山分岐點, Nonsan Junction, 논산JC)은 충청남도 논산시 연무읍 고내리와 전북특별자치도 익산시 여산면 태성리에 걸쳐 설치된 호남고속도로와 호남고속도로의지선, 그리고 논산천안고속도로가 만나는 분기점이다. 호남고속도로의 종점이며, 논산천안고속도로와 호남고속도로지선의 기점이다. 호남고속도로의지선과 논산천안고속도로는 이곳을 기점으로 하여 올라가며 경부고속도로와 연결된다.

## 연혁
- 2002년 12월 23일 : 논산천안고속도로 개통과 함께 영업 개시[1]

## 구조물 정보
- 위치: 충청남도 논산시 연무읍 고내리, 전북특별자치도 익산시 여산면 태성리

## 특이사항
- 충청남도와 전북특별자치도의 경계선에서 만나는 분기점이기도 하다.
- 논산천안고속도로에서 호남고속도로지선으로 접속 시 도로의 왼편으로 램프가 연결된다.

## 접속하는 노선

### 순천방면
- 호남고속도로 (29번)

### 천안방면
- 논산천안고속도로 (29번)

### 대전방면
- 호남고속도로지선 (1번)